# Denstorf
Denstorf ist ein Ortsteil der Gemeinde Vechelde im Landkreis Peine in Niedersachsen.

## Geografie

### Geografische Lage
Denstorf liegt im Flachland der Braunschweig-Hildesheimer Lößbörde im Übergangsbereich zwischen den Ausläufern des nördlichen Harzvorlandes und dem Norddeutschen Tiefland.
Der Ort liegt an der Bundesstraße 1 zwischen Braunschweig und Vechelde. Im Westen wird Denstorf vom Stichkanal Salzgitter begrenzt.

### Nachbarorte
| Vechelade | Wedtlenstedt                                | Lamme (Braunschweig) |
| Vechelde  | Kompassrose, die auf Nachbargemeinden zeigt | Klein Gleidingen     |
| Wierthe   | Sonnenberg                                  | Groß Gleidingen      |

## Geschichte
Ursprünglich war die Gemeinde ein Straßendorf, das urkundlich erstmals im Jahre 1022 als „Dennesdorf“ erwähnt wurde, später auch als „Dennestorp“, „Dennisthorp“ und „Denstorp“. Im Verlauf seiner Entwicklungsgeschichte wuchs der Ort zum heutigen Haufendorf heran.
Um 1440 wurde Denstorf mit weiteren zehn Dörfern des Fürstentums Braunschweig-Wolfenbüttel zum Verwaltungs- und Gerichtsbezirk „Amt Eich“ oder auch „Zur Eiche“ zusammengefasst. Das Amt umfasste das Gebiet westlich der Stadt Braunschweig, von der Braunschweiger Landwehr bis etwa zum Flüsschen Aue. Im Jahr 1501 verpfändete Herzog Heinrich I, genannt der Ältere, die Dörfer des Amts an die Stadt Braunschweig, unter deren Verwaltung sie bis 1671 blieben, als die Epoche der unabhängigen Stadt Braunschweig durch Rückeroberung der Fürsten von Braunschweig-Wolfenbüttel beendet wurde.
Im Mittelalter gehörte der Ort zum Bistum Hildesheim und war Amtssitz eines Archidiakons. Nach der Reformation wurde in Denstorf eine Superintendentur eingerichtet, die im Jahr 1787 die Gemeinden Denstorf, Groß Gleidingen, Klein Gleidingen, Lehndorf, Ölper, Watenbüttel, Timmerlah, Broitzem, Sonnenberg, Völkenrode, Wedtlenstedt, Vechelde und Bortfeld umfasste, mit insgesamt 24 Pfarrern.
Im Jahr 1802 hatte Denstorf 371 Einwohner in 52 Feuerstellen. Mit dem Fürstentum Braunschweig-Wolfenbüttel wurde Denstorf 1807 in das von Napoleon geschaffene Königreich Westphalen eingegliedert. Nach dessen Auflösung im Jahr 1813, gehörte der Ort bis 1918 zum Herzogtum Braunschweig.
Denstorfs Zuordnung zum Landkreis Braunschweig und sein Status als selbstständige Gemeinde endeten am 1. März 1974 im Zuge der Gebietsreform Niedersachsens.
Denstorf war bis in die zweite Hälfte des 20. Jahrhunderts ein landwirtschaftlich geprägtes Dorf. In der Erwerbsstruktur hat die Landwirtschaft heute nur noch eine geringe Bedeutung. Viele Bewohner des Dorfes gehen ihrem Erwerb hauptsächlich im Oberzentrum Braunschweig oder dem nahegelegenen Industriegebiet im Raum Salzgitter nach.
In den vergangenen Jahrzehnten erweiterte sich der Ort nach Südwesten und Osten durch Eigenheime und Siedlungshäuser und schließt damit an die Nachbarortschaft Klein Gleidingen an, ohne erkennbare Ortsgrenzen.

## Politik

### Ortsrat
Der Ortsrat Denstorf/Klein Gleidingen setzt sich aus vier Ratsfrauen und fünf Ratsherren folgender Parteien zusammen:
| Jahr | SPD | CDU | Grüne | Gesamt  |
| 2021 | 3   | 4   | 2     | 9 Sitze |
| 2016 | 3   | 4   | 2     | 9 Sitze |
| 2011 | 5   | 4   | -     | 9 Sitze |
| 2006 | 4   | 5   | -     | 9 Sitze |

### Ortsbürgermeister
Ortsbürgermeister ist Enrico Jahn (CDU).

### Wappen
Das Wappen von Denstorf zeigt auf einem goldenen Schild ein blaues achtspitziges Kreuz in dessen Mitte sich ein goldenes Eichenblatt befindet. Das Eichenblatt symbolisiert die Bedeutung Denstorfs als Hauptort des herzoglichen Verwaltungsbereichs und juristischen Bezirks des Eichgerichts. Das achtspitzige Kreuz ähnelt dem Johanniterkreuz und steht für die Funktion als kirchlicher Mittelpunkt eines Archidiakonats, das um die dort ansässige Stammpfarrei gebildet wurde. Es erinnert zudem an die Komturei des Johanniterordens.
Das Wappen wurde am 9. September 1981 vom Ortsrat bestätigt. Der Entwurf stammt von Arnold Rabbow.

## Kultur und Sehenswürdigkeiten

### Bauwerke
- Im Zentrum Denstorfs befindet sich die „St.-Johannes-Kirche“, die wahrscheinlich im 12. Jahrhundert als Archidiakonatskirche errichtet wurde. Sie bietet etwa 320 Menschen Platz und ist damit die größte Kirche der Propstei Vechelde. In der Kirche befindet sich eine etwa 1,20 m hohe Christusfigur aus dem Jahre 1525; eine lebensnahe Darstellung des leidenden Jesus am Kreuz. Die Orgel ist eine der ältesten Orgeln im Braunschweiger Land und wurde in den Jahren 1766–1769 durch den Orgelbauer Johann Christoph Hüsemann, Wolfenbüttel, erbaut.[9] Sie hat einen spätbarocken Prospekt und eine romantische, eigenwillige Disposition. Nach diversen Um- und Neubauten des Orgelwerks im Laufe ihrer Geschichte hat die Kirchengemeinde 1983–1988 ein neues Orgelwerk mit 20 Register (neun davon aus 1912) einbauen lassen. In der Kirche finden regelmäßig kirchenmusikalische Veranstaltungen statt.
- Das Dorf wird im Westen vom Stichkanal Salzgitter begrenzt.

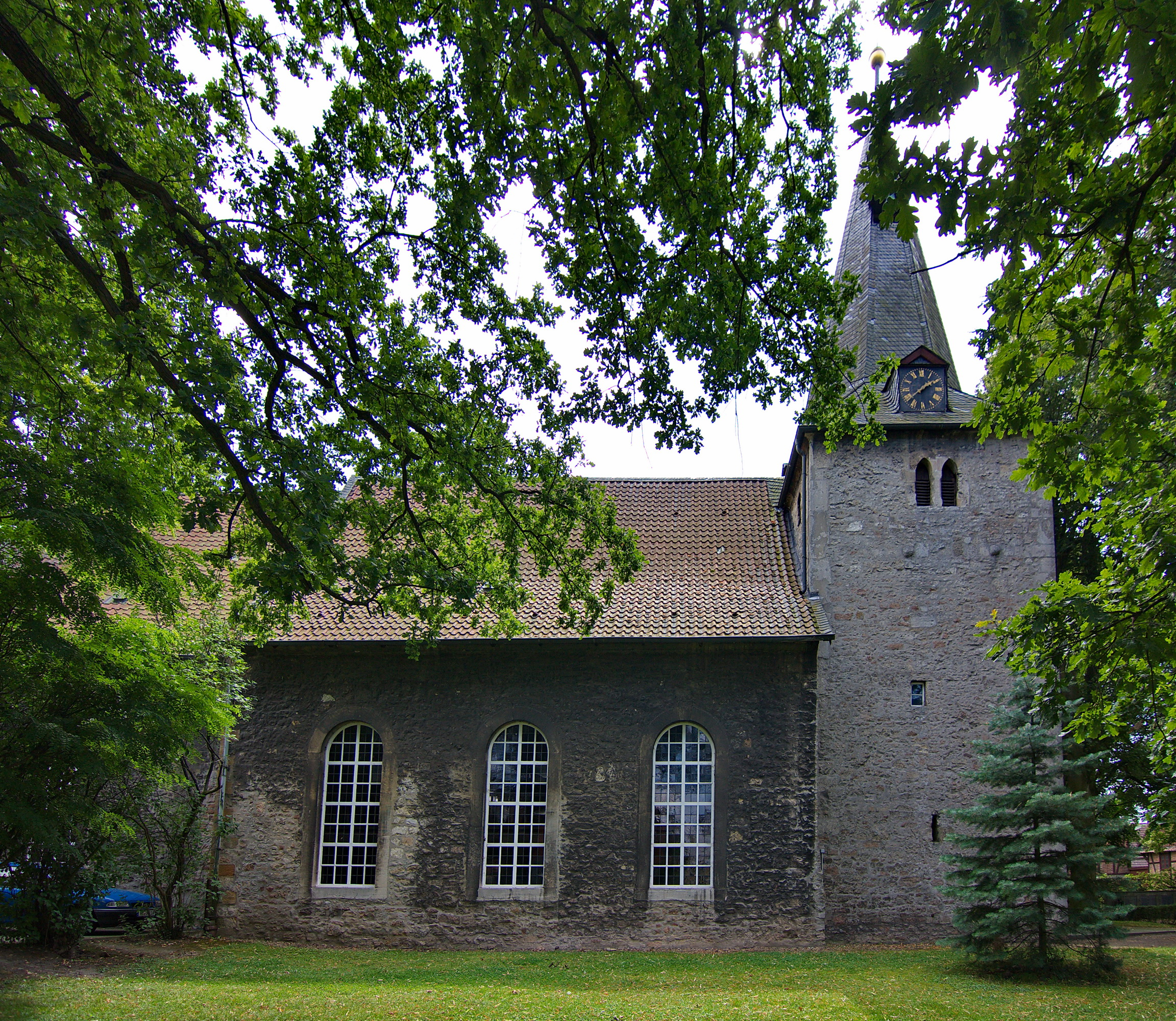
St.-Johannes-Kirche
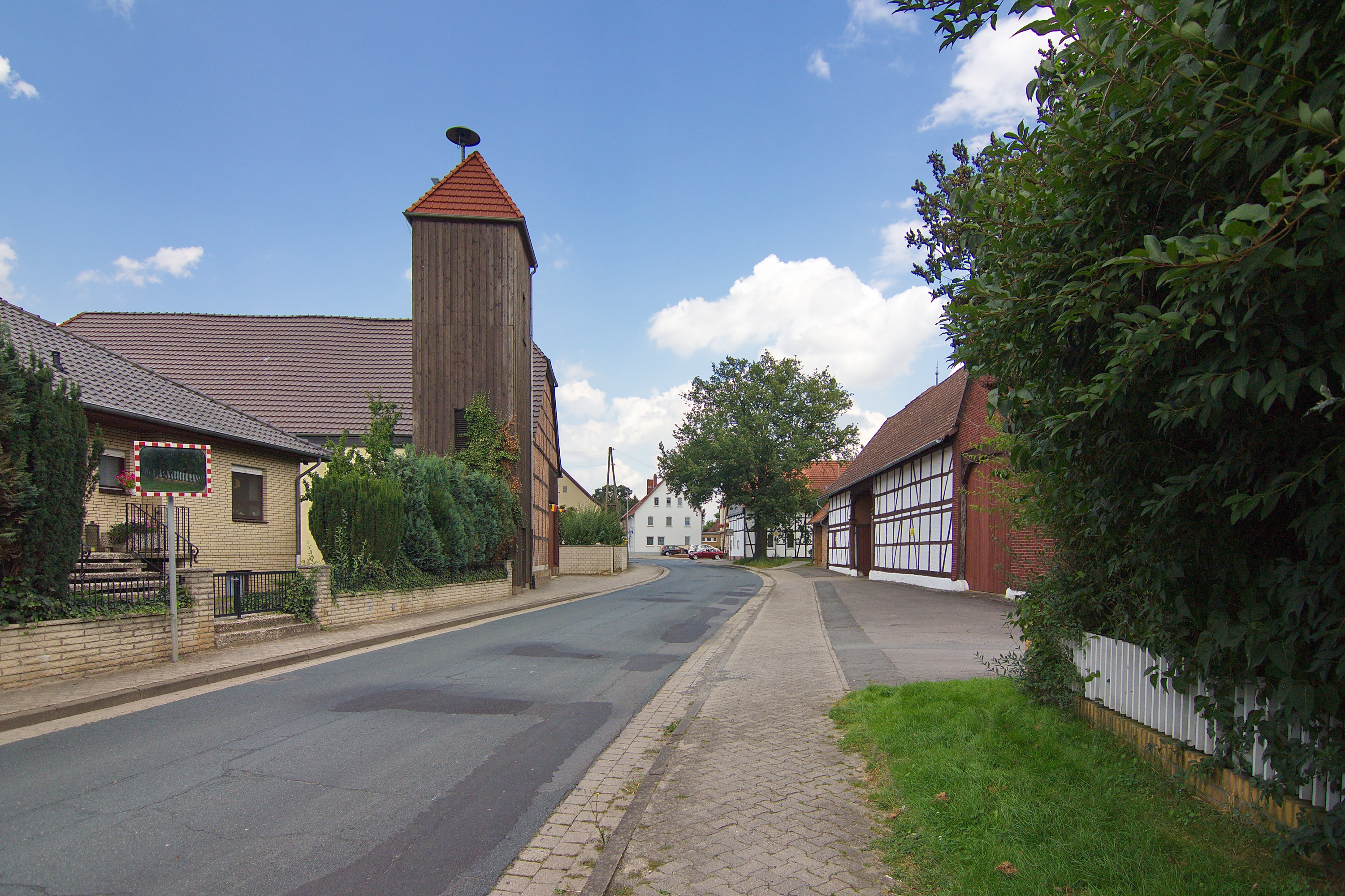
Ortsblick
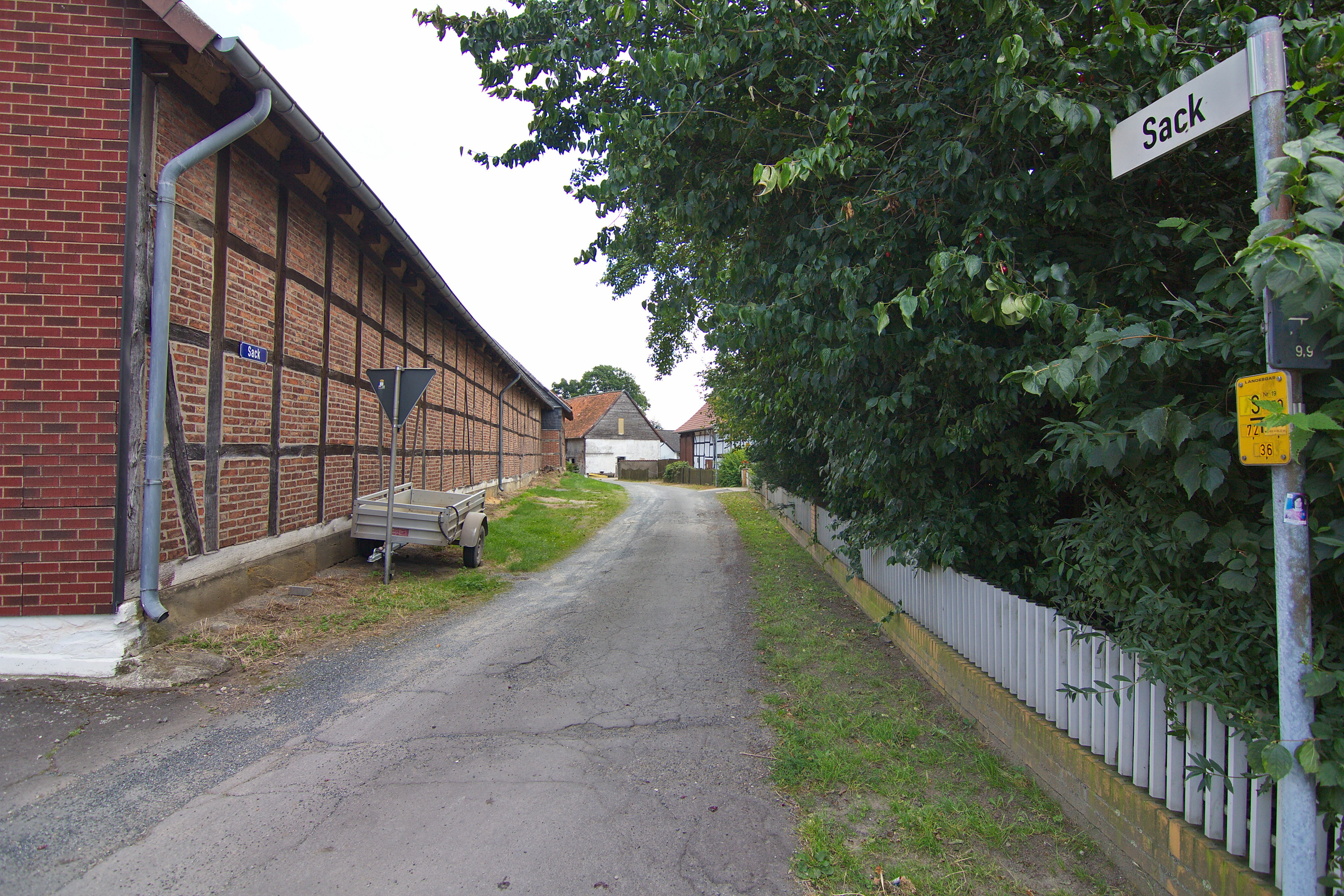
Sack
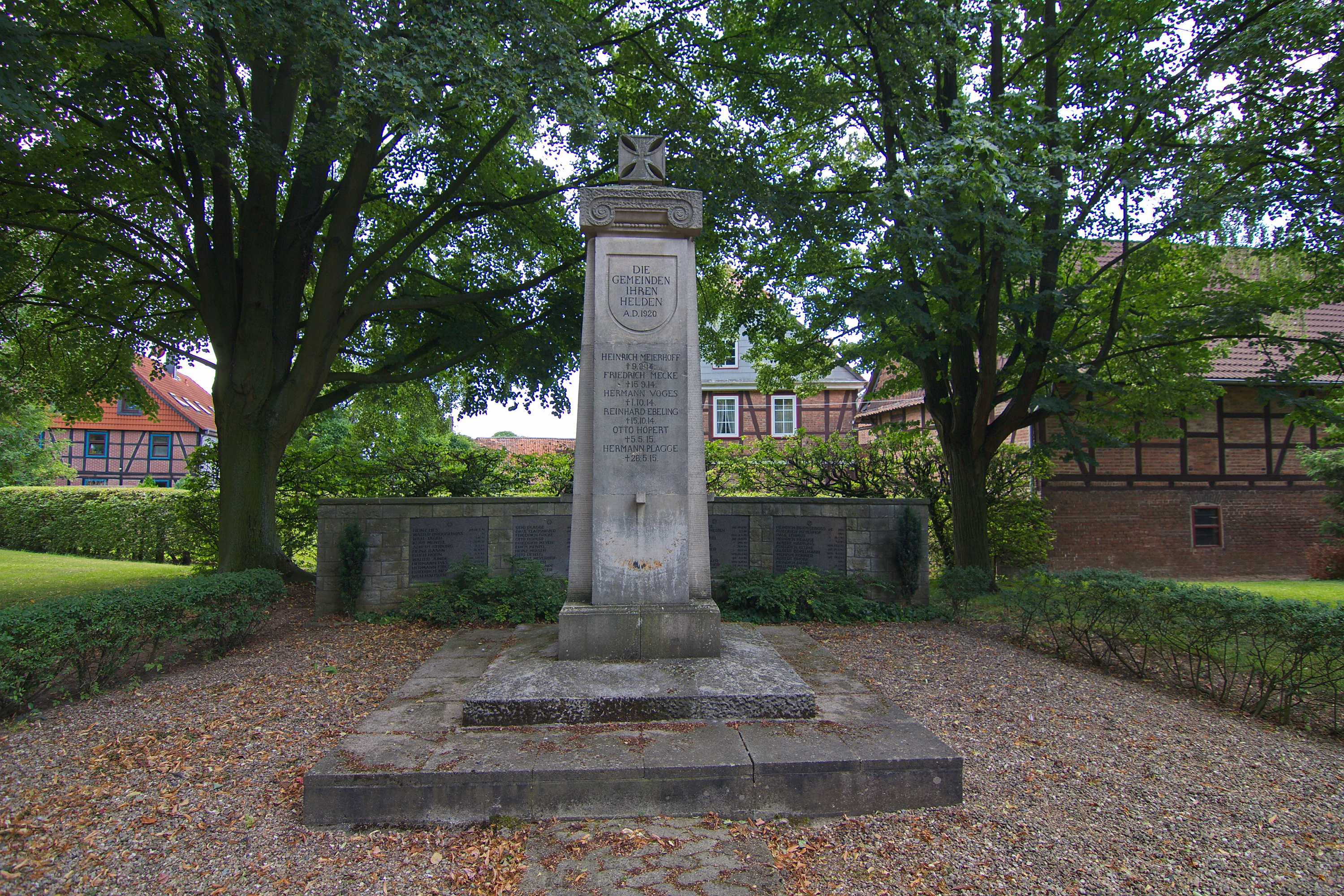
Kriegerdenkmal
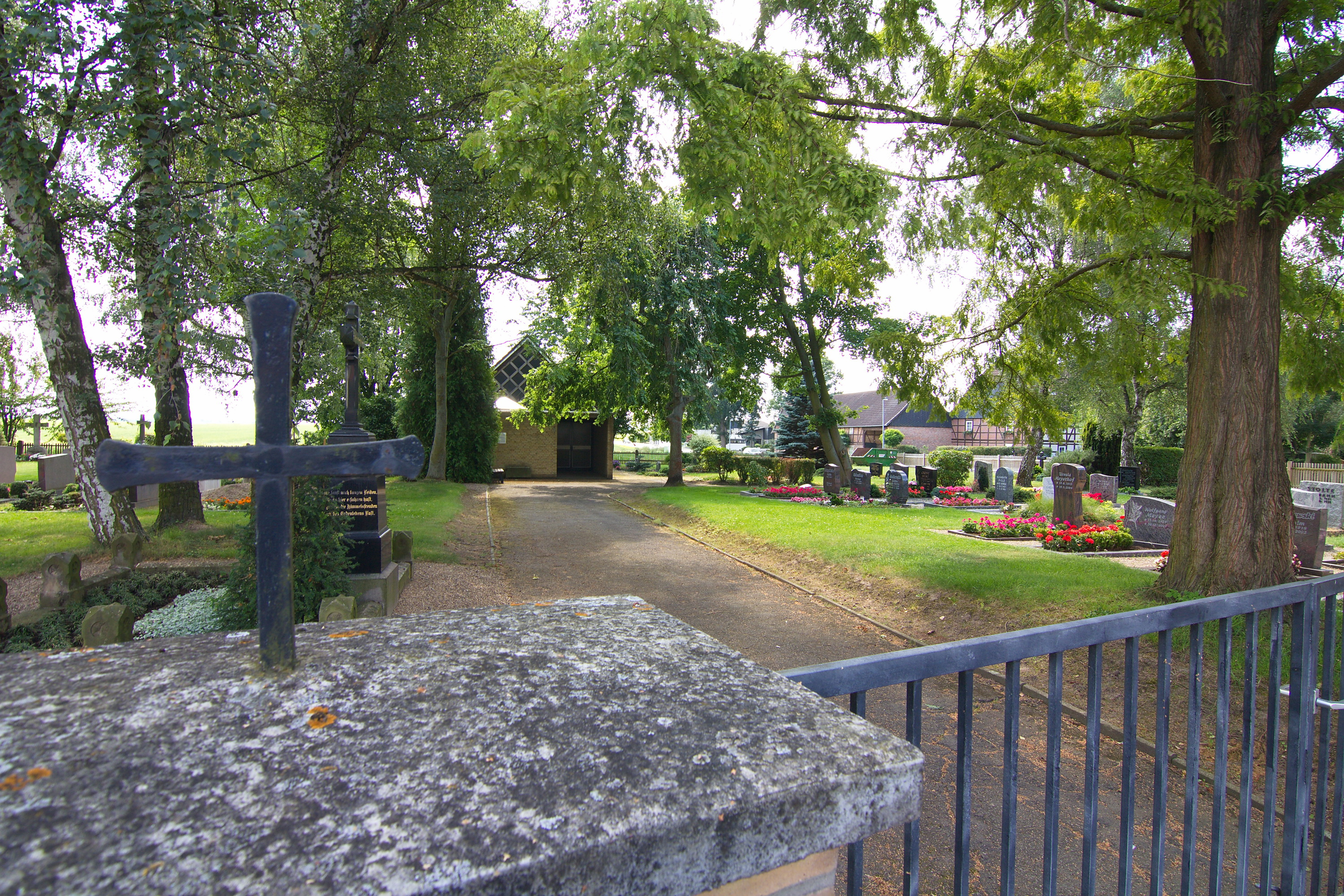
Friedhof
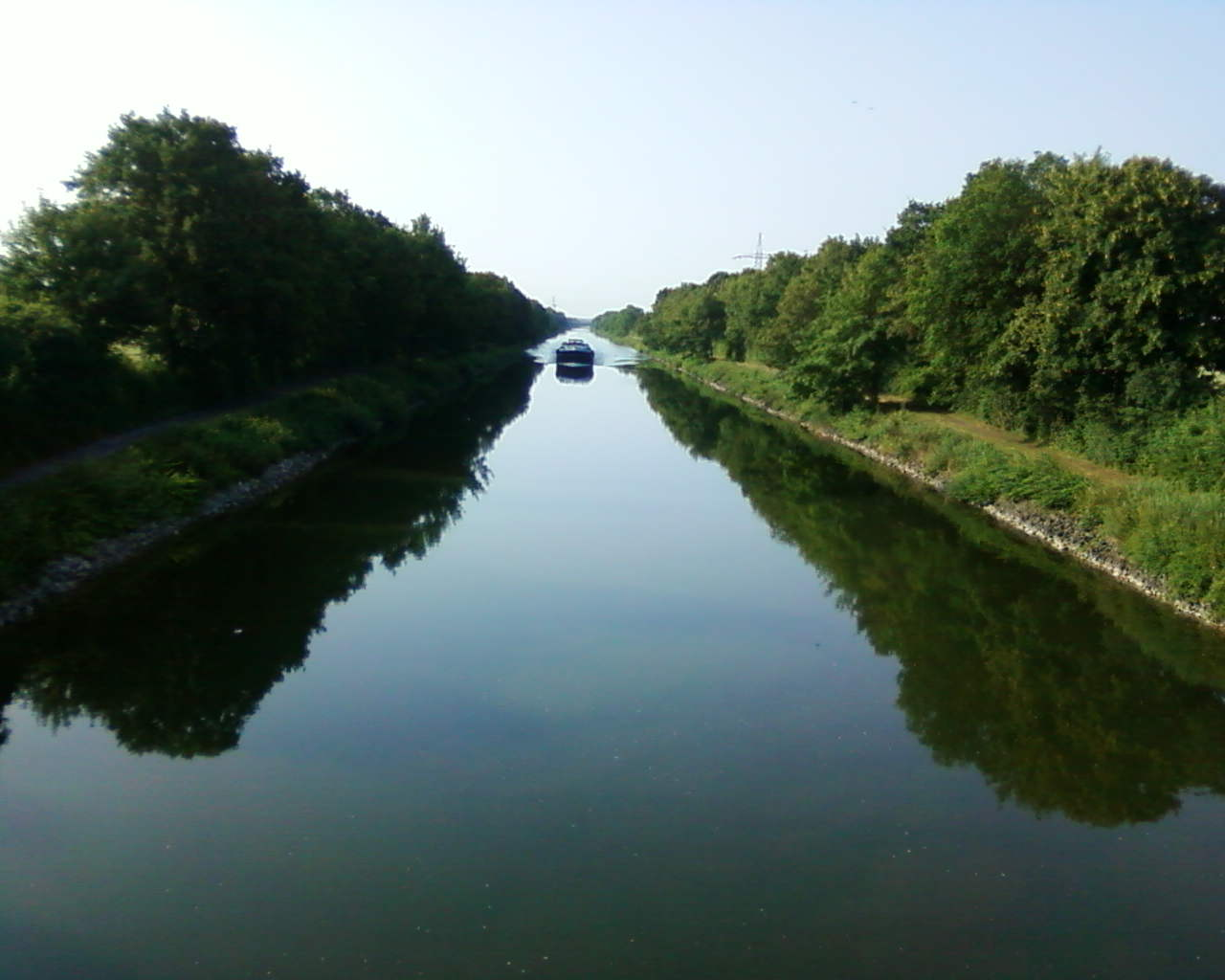
Der Stichkanal Salzgitter zwischen Denstorf und Sonnenberg

### Landschaftsschutzgebiete
Das „Denstorfer Holz“, ein Auenwald von rund 80 ha, ist seit 1969 Landschaftsschutzgebiet.